# Miles M.52
Le Miles M.52 était un projet d'avion de recherche supersonique propulsé par turboréacteur, conçu au Royaume-Uni au milieu des années 1940. En octobre 1943, la compagnie Miles Aircraft (en) se vit attribuer un contrat pour produire l'avion, en accord avec la Specification E.24/43 du Ministère de l'air britannique (en anglais : Air Ministry). Le programme était très ambitieux pour son époque, visant à produire un avion et un moteur capables de franchir des vitesses jamais imaginées jusqu'alors, d'au-moins 1 600 km/h en vol en palier, et faisant appel à de nombreuses recherches aérodynamiques poussées et des travaux de conception à la pointe de la technologie.
Entre 1942 et 1945, tous les travaux sur le projet furent effectués avec un niveau de secret très élevé. En février 1946, le programme fut stoppé par le nouveau gouvernement travailliste de Clement Attlee, apparemment en raison de difficultés budgétaires, mais également en raison de l'incrédulité de la part de certains officiels du ministère sur la viabilité des avions supersoniques en général. En septembre 1946, l'existence du M.52 fut révélée au grand public, menant à des demandes d'explications officielles sur la cause de l'abandon du projet, ainsi qu'à une forte dérision autour de la décision. L'Air Ministry décida de relancer la conception, non sans une forte controverse, mais seulement sous la forme de maquettes à l'échelle 30 % propulsés par moteur-fusée, qui avaient elles-aussi été précédemment en cours de développement. Ces maquettes à échelle réduite furent lancées depuis les airs depuis un « avion-mère » de Havilland Mosquito modifié.
Au cours d'un vol de tests réussi, une vitesse de Mach 1,38 fut atteinte par une maquette en vol en palier transsonique et supersonique contrôlé, une réalisation unique pour l'époque qui permit de valider la conception aérodynamique du M.52. À ce moment-là, l'Air Ministry avait déjà annulé ce projet et publié une nouvelle Specification, qui mena finalement à la conception de l'intercepteur English Electric Lightning. Les travaux sur la version à postcombustion du Power Jets W.2/700 furent également annulés et la compagnie Power Jets fut intégrée au National Gas Turbine Establishment (en). D'après des personnes importantes de la société Miles, l'expérience et les résultats accumulés pendant la recherche sur le M.52 furent partagés avec la compagnie américaine Bell Aircraft, et ils furent plus tard employés pour la conception du Bell X-1, un prototype révolutionnaire qui parvint à franchir le mur du son en octobre 1947.

## Conception et développement

### Contexte
Avant la Seconde Guerre mondiale, la croyance commune, au sein de la majorité de l'industrie aéronautique, était que le vol piloté à des vitesses supersoniques, celui parvenant à briser le mur du son, était quasi-impossible, essentiellement en raison du problème apparemment insurmontable de la compressibilité. Pendant les années 1930, une poignée de chercheurs et d'ingénieurs aérospatiaux choisirent d'explorer le domaine de la dynamique des fluides à haute vitesse. Des pionniers notables de cette période furent l'ingénieur aérospatial allemand Adolf Busemann, le physicien britannique Geoffrey Ingram Taylor et le concepteur de moteurs britannique Stanley Hooker. Alors que l'Allemagne porta une attention considérable à l'exploration et l'implémentation des théories de Busemann sur l'aile en flèche et son rôle dans la réduction de la traînée pendant le vol à haute vitesse, le Royaume-Uni et les États-Unis négligèrent presque totalement ces recherches. Ce ne fut que vers 1944 que des informations concernant l'intercepteur à moteur-fusée Messerschmitt Me 163 et le chasseur à turboréacteurs Messerschmitt Me 262, les deux étant équipés d'ailes en flèche, firent la démonstration de l'intérêt de cette conception et forcèrent les Alliés à changer d'opinion à ce sujet. Toutefois, avant ce constat, l'Air Ministry britannique avait déjà lancé un programme de recherches de son propre chef.
À l'automne 1943, l'Air Ministry publia une requête pour rien de moins qu'un avion révolutionnaire, sous la forme de la Specification E.24/43. La Specification sollicitait la production d'un avion de recherches propulsé par moteur-fusée, avec pour objectif ambitieux d'atteindre des vitesses supersoniques, ce qui était plus rapide que tout autre avion ayant pris l'air à cette période. La Specification faisait appel à un « aéronef capable de voler à plus de 1 600 km/h en palier, plus de deux fois le record de vitesse existant à ce moment, ainsi que la capacité à grimper à une altitude de (11 000 m) en une minute et demie ». L'auteur aéronautique Derek Wood décrivit la Specification E.24/43 comme étant « la nécessité opérationnelle officielle la plus avancée jamais publiée par un département du Gouvernement... une totale aventure dans l'inconnu, avec un moteur, une structure et des techniques de contrôle loin au-delà de tout ce qui avait pu être envisagé avant, ». En fait, la Specification ne visait qu'à produire un avion britannique qui puisse tenir la comparaison avec les supposées performances d'un avion allemand potentiellement existant : la requête pour un avion pouvant voler à 1 000 mph (supersonique) fut en effet la conséquence d'une erreur de traduction d'une communication interceptée, qui faisait état d'une vitesse maximale rapportée de 1 000 km/h (donc subsonique). Il est supposé que ce rapport faisait référence soit au Me 163A, soit au Me 262.
La compagnie Miles Aircraft fit ses débuts dans les années 1920 et se fit un nom pendant les années 1930 en produisant des gammes d'avions légers innovants à des prix intéressants, les appareils probablement les plus connus étant alors les avions d’entraînement Miles Magister et Master, les deux appareils étant utilisés en très grands nombres par la Royal Air Force (RAF) pour la formation des pilotes de chasse. Bien que les produits de la compagnie étaient habituellement des avions légers ou d'entraînement à la technologie relativement simple, et n'incluant aucun modèle propulsé par réaction, Mile avait de bonnes relations avec l'Air Ministry et le Royal Aircraft Establishment (RAE), et avait proposé de nombreux concepts en réponse aux spécifications publiées par le ministère. Miles Aircraft fut invitée à réaliser un projet top secret afin de répondre aux demandes de la Specification E.24/43, ce qui marqua les débuts de la compagnie dans l'aviation à grande vitesse. La décision d'engager la compagnie semblerait être partiellement due au désir de résoudre une dispute au sujet d'un contrat séparé qui aurait été mal géré par le Ministre de la Production aéronautique (en anglais : Minister of Aircraft Production). L'auteur Derek Wood déclare de son côté que le ministre de la Production Stafford Cripps avait été impressionné par les conceptions et l’équipe de développement de Miles, justifiant ainsi son choix pour répondre à la Specification.
Fred Miles, de Miles Aircraft, fut convoqué au Ministère de l'Aviation, où il lui fut demandé de se rapprocher du chercheur Ben Lockspeiser (en), afin que ce dernier apporte son soutien dans la résolution des difficultés et des défis posés par la conception d'un tel appareil. Le projet faisait appel au niveau de secret le plus élevé, Miles étant chargé du développement et de la construction de la cellule, tandis que la compagnie Power Jets de Frank Whittle développait et produisait un moteur adapté pour propulser l'avion. Pour ce projet, Miles allait devoir collaborer et recevoir l'assistance du Royal Aircraft Establishment (RAE), à Farnborough, et du National Physical Laboratory. Le 8 octobre 1943, Miles reçut l'autorisation formelle de démarrer les travaux de conception de la part de l'Air Marshal Ralph Sorley (en), puis entama immédiatement la mise en place d'installations sécurisées appropriées pour la réalisation du projet.

### Premiers développements

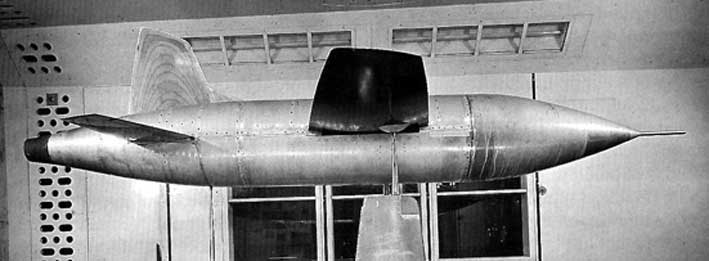
Une des maquettes Vickers en cours d'essais supersoniques en soufflerie au Royal Aircraft Establishment (RAE), vers 1946.

Devant faire face à un nombre limité d'informations existantes sur lesquelles se baser pour démarrer la conception de son propre avion, Miles se tourna alors vers le domaine de la balistique. Il détermina que, puisqu'il était bien connu que les balles pouvaient atteindre des vitesses supersoniques, les propriétés aérodynamiques qui permettraient à l'avion de devenir supersonique devraient certainement présenter des formes assez similaires. En particulier, après avoir étudié les données de ce concept, le futur avion devrait posséder un nez cônique et de très fines ailes elliptiques dotées de bords d'attaque très aiguisés. Cette architecture présentait un fort constraste avec la plupart des jets précédents, qui étaient essentiellement dotés de nez arrondis, d'ailes épaisses et de gouvernes de profondeur à charnières, ce qui leur donnait des nombres de Mach critiques inférieurs à la vitesse du son, les rendant donc moins adaptés à la recherche sur les vitesses supersoniques — en piqué — que l'ancien Supermarine Spitfire, qui était lui doté d'ailes plus fines. En 1943, les tests du RAE menés à l'aide de Spitfires démontrèrent que la traînée était le principal facteur qui pénaliserait les avions volant à haute vitesse.
Un autre ajout critique fut l'emploi d'un stabilisateur monobloc, un élément clé pour le contrôle en vol supersonique qui contrastait fortement avec les plans horizontaux classiques à charnières habituellement reliés au manche du pilote. Les surfaces de contrôle classiques devenaient inefficaces aux hautes vitesses subsoniques alors atteintes par les chasseurs en piqué, en raison des forces aérodynamiques entrant en jeu à cause de la formation d'ondes de choc au niveau de la charnière et le déplacement vers l'arrière du centre de pression, les deux phénomènes pouvant surpasser les forces appliquées sur les commandes par le pilote, rendant difficile une manœuvre de récupération après un piqué prononcé,. Un obstacle majeur aux premiers vols transsoniques fut l'inversion des commandes (en), le phénomène qui faisait changer de direction aux commandes — manche et palonniers — à haute vitesse. Ce phénomène causa de nombreux accidents et donna également de grosses frayeurs aux pilotes devant y faire face. Une queue « entièrement mobile » fut considérée comme une condition minimale pour permettre à l'avion de franchir le mur du son sans perte de contrôle de la part de son pilote. Le M.52 fut la première illustration de cette solution, qui depuis est devenue un standard parmi les avions volant à grande vitesse.
Une première version de l'avion aurait dû être testée en vol à l'aide du dernier moteur de Frank Whittle, le Power Jets W.2/700. Ce moteur, qui devait produire 890 kN de poussée, devait donner à l'avion une performance subsonique en temps normal, mais devait permettre d'effectuer des phases de vol transsonique une fois l'avion engagé dans un léger piqué. Wood décrivit le moteur comme étant « remarquable, car il incorporait des idées très en avance sur son temps ». Afin de donner la capacité au M.52 d'atteindre des vitesses supersoniques, l'installation d'une évolution plus poussée du W.2/700 serait nécessaire. Cette version plus avancée du moteur, prévue pour un avion devant être intégralement supersonique, fut partiellement réalisée par l'ajout d'un « canal de réchauffe » (en anglais : reheat jetpipe) — aussi connu sous le nom de postcombustion — à l'arrière du moteur. Du carburant supplémentaire était brûlé dans ce canal arrière, afin d'éviter de faire surchauffer la turbine, et utilisait l'oxygène présent dans l'échappement du moteur pour fonctionner. Afin d'apporter plus d'air à la postcombustion que ce que pouvait fournir le moteur — relativement petit —, un étage de compresseur supplémentaire entraîné par le moteur, désigné « augmentor » devait être ajouté derrière le moteur afin d'aspirer de l'air supplémentaire via des canalisations dédiées,. Il était estimé que ces changements fourniraient une poussée additionnelle de 720 kN à une altitude de 11 000 m et à une vitesse de 800 km/h.
Le concept du M.52 dut subir de nombreux changements pendant son développement, en raison de la nature incertaine de la tâche qui devrait lui être assignée. Le comité de supervision fut inquiet à propos de l'aile biconvexe, craignant qu'elle ne donne pas assez d'altitude pour tester l'appareil en piqué. L'aile fine aurait pu être conçue pour être plus épaisse si nécessaire, ou une section aurait pu être ajoutée pour en augmenter l'envergure. Le projet avançant, une augmentation de la masse de l'avion souleva de nouvelles inquiétudes au sujet de la puissance du moteur, qui risquait d'être trop faible pour obtenir les résultats désirés. L'ajout de fusées d'appoint ou de réservoir supplémentaires fut envisagée. Une autre mesure proposé fut que le M.52 soit adapté comme avion parasite, devant alors être lancé à une altitude élevée depuis le ventre d'un gros bombardier, servant d'avion-mère. La vitesse d'atterrissage calculée, comprise entre 260 et 270 km/h — comparable à celle de chasseurs modernes mais élevée pour l'époque —, associée à une voie étroite au niveau du train d'atterrissage, fut également considérée comme une source d'inquiétude. Toutefois, cette disposition fut acceptée.

### Tests
Pendant l'année 1943, un exemplaire de l'avion léger Miles M.3B Falcon Six, qui avait précédemment été utilisé pour des essais d'ailes par le RAE, fut donné à Miles pour la réalisation d'essais en vol à basse vitesse liés au projet du M.52. Une maquette en bois à échelle un de l'aile du M.52, de l'instrumentation de tests et un train d'atterrissage différent furent installés sur cet avion. En raison de la finesse de l'aile, ainsi que ses bords d'attaque et de fuite très aiguisés, ressemblant quelque peu à une lame de rasoir, l'avion reçut le surnom de « Gillette Falcon ». Le 11 août 1944, ce démonstrateur à basse vitesse réalisa son premier vol. Les essais démontrèrent que l'aile remplissait bien son rôle, en particulier au niveau des ailerons, mais ils indiquèrent également que l'atterrissage sans faire usage de volets était plus difficile que sur les autres appareils. Comparé à un Falcon Six standard, la surface alaire était réduite d'environ 12 %. Cela avait pour effet d'augmenter la vitesse d'atterrissage de plus de 50 %, passant de 64 à 98 km/h, soit plus que tout autre avion ayant volé jusqu'alors,.
Pour la réalisation des essais à haute vitesse, la section de queue du M.52 fut installée sur l'avion le plus rapide alors disponible, un Supermarine Spitfire. Le pilote d'essai du RAE Eric Brown détermina que les essais furent passés avec succès, pendant les mois d'octobre et novembre 1944. Lors d'un des vols, il parvint à atteindre une vitesse enregistrée à Mach 0,86 pendant un piqué déclenché à haute altitude. La section de queue fut également installée sur le Gillette Falcon, qui mena une série d'essais à basse vitesse au RAE en avril 1945,.
En raison des capacités limitées des tunnels aérodynamiques existants en Grande-Bretagne, Miles décida de construire son propre tunnel, qui fut utilisé pour mener les premiers tests aérodynamiques du M.52. Ce choix poussa la société Miles à construire sa propre petite fonderie sur place, en raison à la fois du secret entourant le projet et de la nécessité de produire des composants aux tolérances acceptables. En août 1945, la conception du M.52 avait été finalisée et le développement de l'appareil avait atteint un stade assez avancé. Début 1946, 90 % des travaux de conception détaillée avaient été terminés, le programme d'assemblage des divers composants était déjà bien lancé, alors que les gabarits et l'hélice augmentor avaient été fabriqués. Un premier vol du M.52 avait été prévu pour l'été à venir.

## Caractéristiques

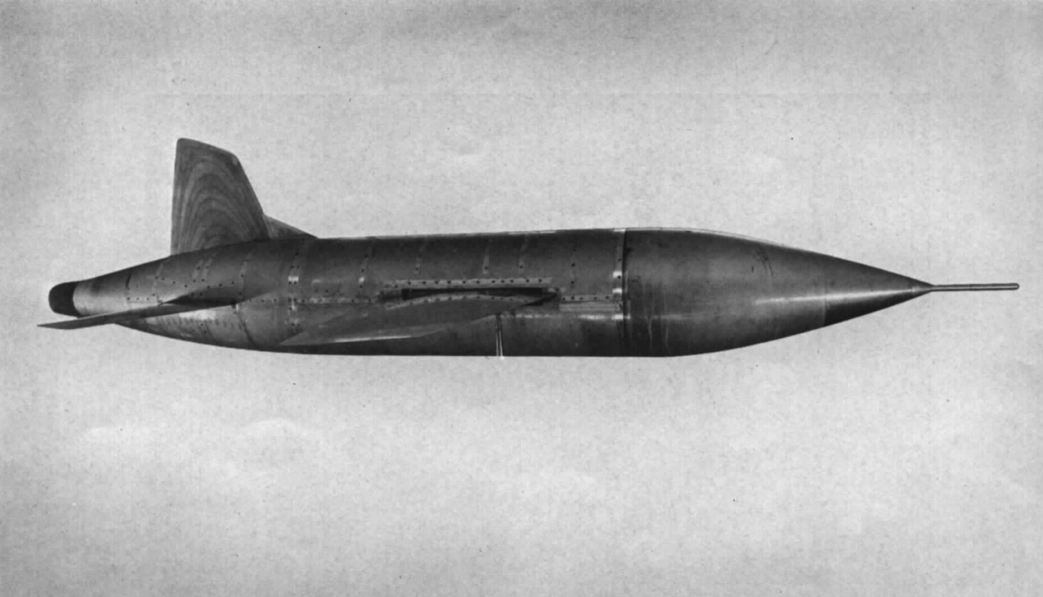
Une maquette du M.52, entre 1945 et 1954.

Le Miles M.52 devait être un avion de recherche supersonique, prévu pour pouvoir tenir une vitesse de 1 000 mph (1 609 km/h) en palier. Afin d'atteindre ce qui était considéré à l'époque comme des vitesses irréalisables, un nombre très important de caractéristiques avancées furent incluses dans la conception du M.52, la plupart d'entre-elles étant le produit d'études détaillées et de l'expérience acquise lors d'expérimentations sur l'aérodynamique en régime supersonique. L'auteur aéronautique Wood résume les qualités de la conception du M.52 comme « ayant tous les ingrédients d'un avion à hautes performances de la fin des années 1950, voire certaines caractéristiques des appareils du début des années 1960 ».
Le fuselage du M.52 était cylindrique et, comme le reste de l'avion, était construit en acier à haute élasticité et recouvert d'un alliage léger. Le fuselage disposait de la section la plus petite possible autour du turboréacteur à flux centrifuge, avec des réservoirs de carburant placés « en selle » sur la zone supérieure entourant le moteur. Le moteur était positionné avec son centre de gravité coïncidant avec celui de l'avion et les ailes étaient attachées à la structure juste en avant du moteur. L'emploi d'un « cône de choc » (en anglais : shock cone) dans le nez était une autre caractéristique clé de la conception de l'avion. Ce cône d'entrée ralentissait la vitesse de l'air entrant à des valeurs subsoniques pour le bon fonctionnement du moteur, mais avec des pertes plus faibles que pour les traditionnelles entrées d'air subsoniques utilisées jusqu'alors. Un train d'atterrissage tricycle rétractable fut installé. La roulette de nez était positionnée près des pieds du pilote et les roues principales étaient installées sur le fuselage, se dépliant sous les ailes lorsqu'elles étaient déployées.
Le M.52 avait de très fines ailes, de section biconvexe, qui avaient été proposées pour la première fois par l'ingénieur aéronautique suisse Jakob Ackeret car elles offraient un faible niveau de traînée d'onde (en). Ces ailes étaient si fines qu'elles furent surnommées « Gillette » par les pilotes d'essais, d'après la marque américaine de rasoirs. Les extrémités d'ailes étaient « coupées » pour pouvoir rester hors de l'onde de choc conique générée par le nez de l'avion. Les ailerons à large corde et les volets à fentes (anglais : « split-flaps ») étaient installés sur les ailes. Comme une aile pour hautes vitesses de ce type et de cette taille n'avait jamais été testée auparavant, Miles produisit un modèle en bois à échelle un de l'aile pour lui faire des essais aérodynamiques. D'autres parties représentatives de l'avion, comme la queue, furent également produites et subirent des essais en vol à basse vitesse.
Le turboréacteur Power Jets W.2/700 devait être le premier groupe propulseur du M.52. L'avion initial aurait été propulsé par une version « temporaire » un peu moins performante du W2/700 et donc limité aux seules vitesses subsoniques. Il ne recevait ni la postcombustion ni la soufflante arrière additionnelle (augmentor) qui devaient être présentes sur la version plus évoluée qui aurait dû être installée sur les M.52 ultérieurement produits. En plus du turboréacteur à flux centrifuge W.2/700, d'autres concepts de propulsion furent étudiés pour le M.52, incluant ce qui deviendrait plus tard le Rolls-Royce Avon — à flux axial — et des moteurs-fusées à ergols liquides.
Le pilote du M.52, qui pour le premier vol devait être le pilote d'essai Eric Brown, aurait contrôlé l'avion depuis un petit cockpit installé à l'intérieur du cône d'entrée d'air présent dans le nez de l'avion,. Ce cockpit était pressurisé et le pilote devait contrôler l'avion en étant installé dans une position semi-ventrale. Il recevait une verrière courbée qui s'alignait parfaitement avec les contours en forme d'ogive du nez de l'avion. En cas d'urgence, la totalité de la section pouvait être larguée, la séparation du reste de l'avion étant déclenchée via une série de boulons explosifs fonctionnant à la cordite. La pression du vent relatif forcerait la capsule à s'écarter du fuselage, tandis qu'un parachute ralentirait sa descente. Pendant la descente de la capsule, le pilote aurait dû s'éjecter à une altitude plus basse et se poser en sécurité grâce à son propre parachute. Afin de remplir sa mission d'avion de recherches, le M.52 devait être équipé d'une instrumentation de vol importante, incluant des enregistreurs automatisés et de nombreuses jauges de contraintes reliées à un oscilloscope sur toute sa structure.

## Histoire opérationnelle

### Prototypes
En 1944, les travaux de conception furent considérés comme terminés à 90 % et il fut demandé à Miles d'entamer la production d'un total de trois prototypes de l'avion. Plus tard dans la même année, le Ministère de l'Air signa un accord avec les États-Unis pour des échanges de données et de recherches sur les hautes vitesses. L'aérodynamicien en chef de Miles, Dennis Bancroft, déclara que la Bell Aircraft Corporation avait pu avoir accès aux dessins et aux recherches sur le M.52. Toutefois, les États-Unis annulèrent leur accord et aucune donnée ne fut envoyée aux Britanniques en retour. Sans rapport avec Miles, la compagnie Bell avait déjà commencé de son côté la construction d'un concept supersonique propulsé par moteur-fusée mais, cet appareil étant toujours doté d'une queue conventionnelle, l'appareil subissait de gros problèmes de contrôlabilité en vol. Une dérive à incidence variable apparut comme la solution la plus prometteuse. Les tests de Miles et du RAE soutenaient cette conclusion. Plus tard, après la modification de la queue de l'avion, le pilote d'essais Chuck Yeager vérifia ces résultats en pratique pendant ses vols d'essais, puis tous les avions supersoniques suivants reçurent une queue dotée de gouvernes monoblocs ou une aile delta.

### Annulation
En février 1946, Miles fut informé par Lockspeiser de l'immédiate cessation du projet et de stopper les travaux sur le M.52. Plus tard, Frank Miles déclara à propos de cette décision : « Je ne savais pas quoi dire ou faire lorsque cette décision inattendue m'arriva dans la tête, sans le moindre avertissement de quelque sorte. Lors de notre dernier entretien sur la conception de l'appareil, incluant le ministre et les représentants de Power Jets, tout le monde avait été enthousiaste et optimiste ». D'après Frank Miles, lorsqu'il approcha Lockspeiser pour en savoir plus sur les raisons de l'annulation, il fut informé que c'était dû à des raisons économiques. Lockspeiser affirma également qu'il ne pensait pas que les avions voleraient à des vitesses supersoniques avant encore de nombreuses années, voire que cela n'arriverait probablement jamais. À ce moment-là, le gouvernement travailliste d'après-guerre, dirigé par Clement Attlee, avait entamé de sérieuses coupes budgétaires dans divers domaines, ce qui pourrait être une des causes de l'annulation du M.52, qui laissait déjà entrevoir à l'époque que son développement nécessiterait des investissements considérables. D'après l'auteur aéronautique Wood, « la décision de ne pas continuer était une décision purement politique prise par le gouvernement d'Attlee,.
En février 1946, environ au même moment que l'annulation du développement du M.52, Frank Whittle démissionna de Power Jets, affirmant que sa décision était due à des désaccords avec la ligne de conduite officielle de la société. Au moment de l'annulation, le premier des trois prototypes du M.52 avait déjà été assemblé à 82 % et devait commencer les premiers essais seulement quelques mois plus tard,. Le programme d'essais aurait fait appel à des tests et un développement progressifs du M.52 par le RAE, initialement sans postcombustion installée dans le moteur. Le but de ces essais aurait été d'atteindre une vitesse de Mach 1,07 à la fin de l'année 1946.
Miles effectua une dernière tentative de ranimer le projet, soumettant une proposition pour un seul prototype presque complet du M.52 recevant un moteur-fusée capturé en Allemagne et des systèmes de contrôle automatisés, éliminant la nécessité de la présence d'un pilote à bord. Toutefois, cette proposition fut rejetée. Le projet tombant sous les directives de l'Official Secrets Act, l'existence du M.52 demeura inconnue de la majeure partie du public britannique, à tel point que même la nation ou le reste du monde ne surent jamais qu'un avion supersonique britannique avait quasiment été construit, ni qu'il avait été annulé sans la moindre cérémonie. Le ministre refusa de nombreuses fois à Miles de tenir des conférences de presse sur le M.52 et, alors qu'il tenait sa propre conférence sur le sujet du vol à haute vitesse le 18 juillet 1946, le ministre ne fit aucunement mention du projet du M.52. Ce ne fut pas avant septembre 1946 que le ministre autorisa Miles à annoncer l'existence du M.52 et son annulation.
À l'annonce de l'existence du M.52, il y eut une énorme montée d'intérêt par la presse envers son histoire, pressant le gouvernement de donner plus de détails sur son annulation. Un porte-parole du Ministry of Supply accepta finalement de laisser un commentaire sur le sujet, suggérant que d'autres approches avaient été proposées par des recherches ultérieures quia avaient été poursuivies à la place de celles du M.52. D'après Wood, la réponse du ministre fut « un parfait écran de fumée... il était impensable d'admettre qu'une expertise supersonique n'existait pas »,. Le rôle de Lockspeiser dans l'annulation du M.52 devint public, menant à sa tournure en dérision dans la presse, sa décision étant alors surnommée « Ben's blunder » (en français : « la gaffe de Ben »).
Ce ne fut pas avant le mois de février 1955 qu'une autre raison officielle de l'annulation du M.52 ne fit surface : un livre blanc publié ce mois déclara que « la décision fut également prise en 1946 que, aux vues des connaissances limitées disponibles, le risque de tenter un vol supersonique avec un aéronef piloté était inacceptablement élevé et que nos recherches sur ces divers problèmes devrait d'abord être menées au moyen de maquettes lancées depuis les airs »,. Cette même publication admettait le fait que l'annulation du projet avait sérieusement entravé l'avancée du Royaume-Uni dans le domaine de l'aéronautique. Il a été depuis largement reconnu que l'annulation du M.52 avait porté un coup très dur aux avancées britanniques en matière de vol supersonique.
En 1947, Miles Aircraft, Ltd. fut placée en redressement judiciaire et la compagnie fut ensuite restructurée. Ses actifs aéronautiques, incluant les données de conception du M.52, furent acquis par Handley Page, sous le nom de Handley Page Reading, Ltd,.

### Travaux consécutifs

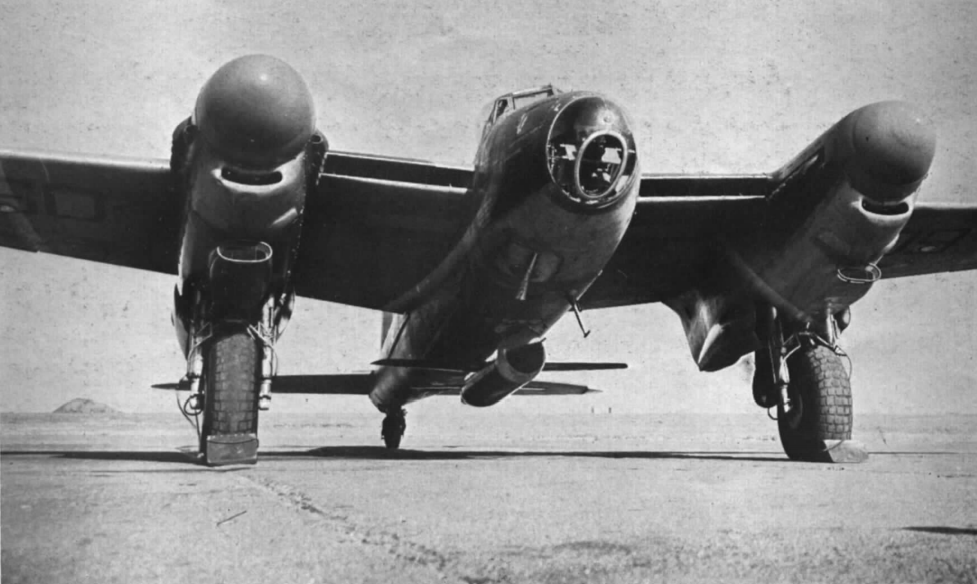
Un de Havilland Mosquito au sol. Notez la maquette à moteur-fusée en place sous le fuselage.

Au lieu d'une résurrection du M.52 à pleine échelle, le gouvernement décida de lancer un nouveau programme faisant appel à des missiles propulsés par moteur-fusée, sans pilote et à usage unique. Il fut prévu qu'un total de 24 vols soient menés par ces maquettes, qui devaient explorer six configurations différentes d'ailes et de surfaces de contrôle, incluant des arrangements alternatifs à ailes en flèche et à aile droite. Wood fit référence à ces échecs à faire revivre l'avion à pleine échelle comme ceci : « d'un coup, le Royaume-Uni avait décidé de ne pas participer à la course aux avions supersoniques pilotés »,. Le contrat pour les missiles « jetables » ne fut pas passé avec Miles mais avec Vickers-Armstrongs, dont l’équipe de conception était menée par le très renommé inventeur et ingénieur britannique Barnes Wallis,. Si les travaux de conception de base furent réalisés par l'équipe de Wallis, le développement des moteurs fut réalisé par le RAE lui-même. Le résultat de ces efforts fut une maquette télécommandée à 30 % des dimensions du M.52 original, propulsée par un moteur-fusée Armstrong Siddeley Beta fonctionnant au High-test peroxide (HTP) (en), une solution à très forte concentration de peroxyde d'hydrogène,.
Au total, il y avait eu un intervalle général de quinze mois entre l'annulation de l'aéronef piloté M.52 et l'émergence de la première maquette à moteur-fusée prête à prendre l'air. Comme prévu, le modèle d'essais devait être lancé en altitude depuis un avion-mère, en l'occurrence un de Havilland Mosquito modifié. La maquette était installée sur un rail prévu à cet effet, lui-même installé dans l'espace séparant les portes de la soute à bombes. Peu après son lancement, son pilote automatique embarqué avait pour tâche de mettre la maquette en vol en palier avant d'initier la mise à feu du moteur-fusée. Dans les 70 secondes après son lancement, le modèle devait théoriquement être capable d'atteindre une vitesse de Mach 1,3 (1 400 km/h). Il devait ensuite retomber dans l'océan, sans le moindre espoir d'être récupéré. Les données récoltées pendant chaque vol devaient être transmises par radio grâce à un système de télémesure. Elles étaient reçues au sol par une station de réception présente sur les îles Scilly.
Le 8 octobre 1947, le premier lancement d'un modèle de tests fut effectué depuis une altitude élevée. Toutefois, le moteur-fusée explosa sans crier gare peu après le largage de la maquette,. Seulement six jours plus tard, le 14 octobre 1947 le Bell X-1 franchit le mur du son. Il y eut une vague de dénonciation de la décision du gouvernement d'abandonner le projet, le quotidien britannique Daily Express prenant parti pour la restauration du programme M.52, sans le moindre effet toutefois. Le 10 octobre 1948, un second missile fut lancé et une vitesse de Mach 1,38 fut obtenue en vol stable en palier, une réalisation unique à cette période. À ce moment-là, Chuck Yeager et son X-1 avaient déjà atteint une vitesse de Mach 1,45 le 25 mars de la même année. Au lieu de plonger vers la mer comme prévu, la maquette connut une défaillance de ses récepteurs radio et fut observée pour la dernière fois — sur les radars — se dirigeant vers l'océan Atlantique. À la suite de cet essai de vol supersonique réussi, les travaux suivants sur ce projet furent eux aussi annulés, étant immédiatement suivis par la publication de l'Experimental Requirement ER.103 par le Ministry of Supply
Une des raisons officielles pour l'annulation fut « le coût élevé et le peu de retour » de ce programme. Wood émit des commentaires à ce sujet et déclara : « Avec tout cet argent gaspillé, le M.52 piloté aurait été achevé et aurait pris l'air, et une très grande quantité d'informations précieuses auraient pu être obtenues... Le pilote s'était démontré être un élément essentiel pour le moindre processus de développement valable, et un avion d'essais bien conçu était une condition sine qua non pour engendrer de la connaissance à pleine échelle,.
Beaucoup de principes de conception importants qui furent incorporés dans le M.52 ne furent pas ressortis des tiroirs avant le milieu et la fin des années 1950, avec le développement de véritables avions supersoniques comme le Fairey Delta 2 et l'English Electric P.1, qui devint le English Electric Lightning. Les réalisations techniques accomplies pour le M.52 peuvent également être trouvées dans une certaine mesure dans la conception des X-1, D-558-2, F-100, F-101, f-102, F-104, MiG-19 et autres... Il est aussi à noter que la conception des ailes du M.52 était similaire à celle du missile supersonique allemand Wasserfall. Ces deux appareils avaient initialement été développés en réponse à la nécessité opérationnelle ER.103 de 1947, informés par les connaissances acquises par le M.52 et les projets de missiles de recherche, associées avec des données expérimentales allemandes.

## Spécifications techniques (M.52)
Données de Brown : Miles M.52: The Supersonic Dream.
Caractéristiques générales
- Équipage : 1 pilote
- Longueur : 8,5 m
- Envergure : 8,2 m
- Surface alaire : 10,04 m2
- Masse typique : 3 500 kg
- Masse maximale au décollage : 3 720 kg
- Moteur : 1 turboréacteur Power Jets W.2/700 (équipé d'un augmentor et d'une postcombustion), 17,8 kN de poussée

 Performances 
- Vitesse maximale : 1 609 km/h
- Vitesse de décrochage : 274 km/h
- Plafond : 15 240 m
- Vitesse ascensionnelle : Montée à 11 000 m en 1 min 30 s
- Charge alaire : 2,33 kg/m2